# Museo della capitale

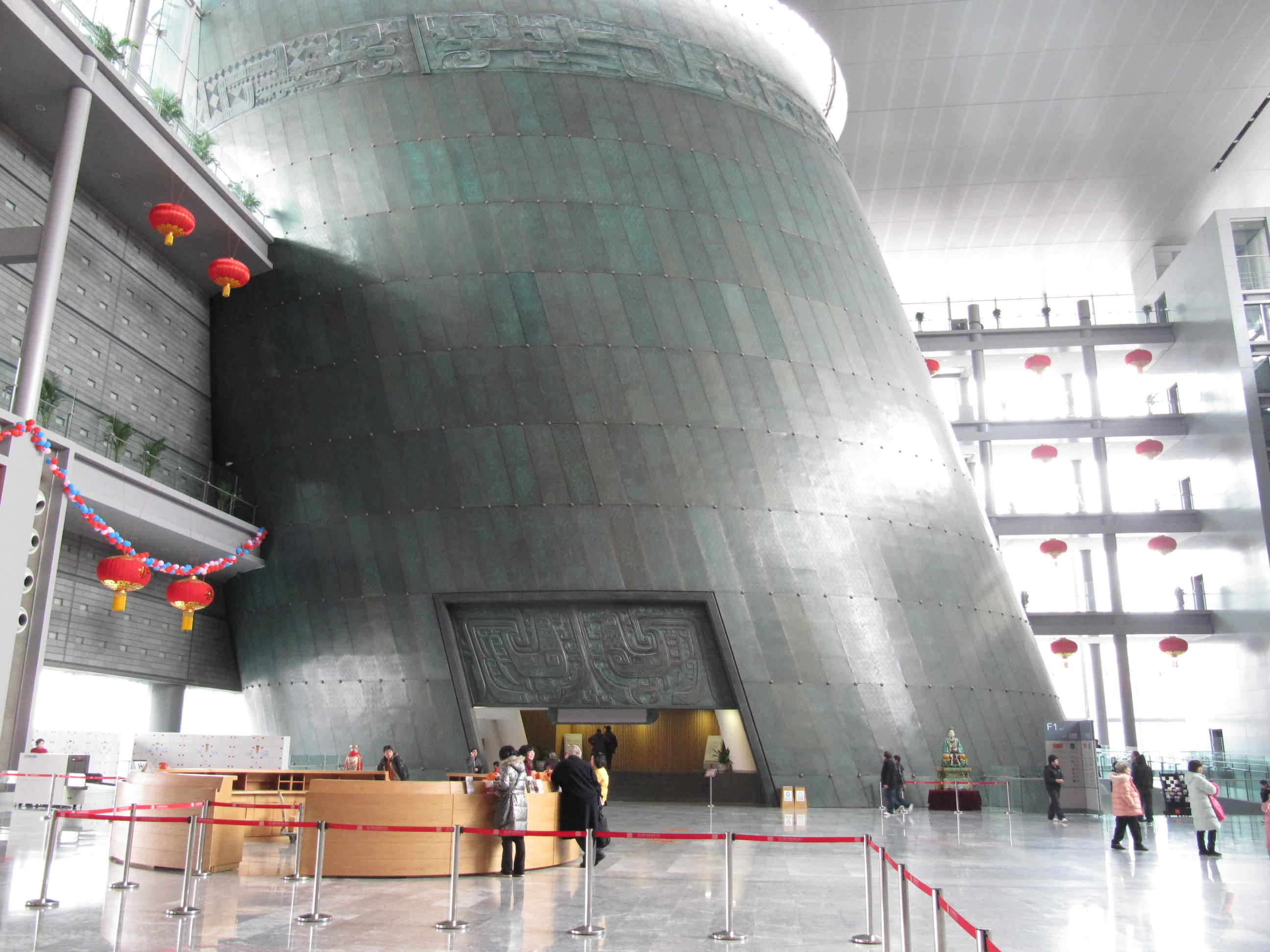
La Sala di Bronzo

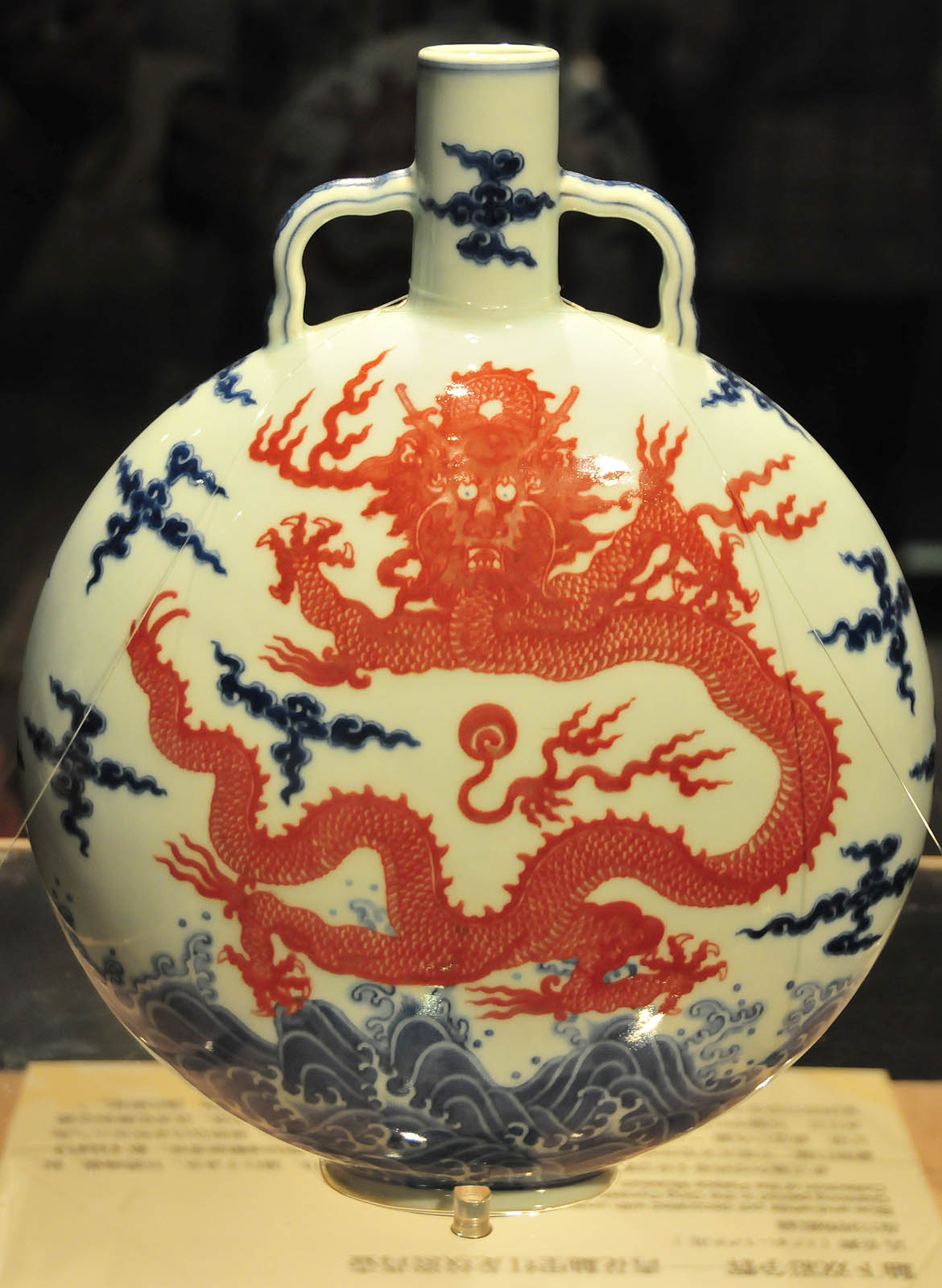
Vaso di porcellana bianca e blu della dinastia Ming.

Il museo della capitale (in mandarino : 首都博物馆) è un museo d'arte di Pechino in Cina. 
Inaugurato nel 1981, è stato spostato nel 2006 nell'attuale edificio progettato dagli architetti Jean-Marie Duthilleul e Cui Kai.
Con una superficie di 63.000 m2, nel 2009, era il più grande museo di storia dell'arte cinese del paese. La presentazione si situa bene nei suoi grandi spazi. Le collezioni ben diversificate, sono divisi in due gruppi principali.
Nell'ala destra, entrando nel museo.
- Primo piano: Centrata su Pechino, un percorso cronologico dal neolitico ai giorni nostri.
- Secondo piano: Utilizzando plastici, modelli e piani della città viene indagato, passo dopo passo, l'ambiente, il quartiere e la casa che vengono studiati nelle loro strutture e nei materiali componenti.

Nell'ala sinistra.
- Primo piano:  sale circolari raccolgono oggetti dell'art chinois tipica prodotta a Péchino, insieme ai classici sanshui (Montagne ed acqua) dalla Dinastia Tang fino alla Dinastia Qing.
- Secondo piano: Lo stesso tematica continua con notevoli esempi di calligrafie antiche.
- Terzo piano : i bronzi Shang e Zhou, in particolare i magnifici pezzi del periodo Zhou occidentale e dei periodo dei regni combattenti.
- Il quarto piano ha una superba collezione di giade lavorate.
- Il quinto piano raccoglie i quattro tesori del letterato, i materiali che venivano usati dai calligrafi, spesso funzionari imperiali ed, a volte anche pittori.